# Lophoptera brunneostriata
Lophoptera brunneostriata är en fjärilsart som beskrevs av Holloway 1976. Lophoptera brunneostriata ingår i släktet Lophoptera och familjen nattflyn. Inga underarter finns listade i Catalogue of Life.